# 喬治敦 (蒙大拿州)
喬治敦（英語：Georgetown）是位於美國蒙大拿州鹿棧縣的非建制地區。

## 地理
喬治敦所處的海拔為高於海平面1987米（即6519英呎），而該地所採用的時區為UTC-6，即北美山地時區（MST）。同時該地設有夏令時間，為UTC-7調快一小時，即UTC-6（MDT）。